# 히라도시
히라도시(일본어: 平戸市)는 일본 나가사키현 북서부의 히라도섬과 그 주변을 행정구역으로 하는 시이다. 나가사키현과 규슈 본토의 시 중에서는 최서단에 있는 도시이다. 쇄국 전에는 중국이나 네덜란드 등과의 국제 무역항이었다. 옛 히라도번(히라도마쓰라씨)의 성시였다.
예전의 히라도시는 히라도섬과 다쿠시마섬 등 섬 지역만을 행정구역으로 하고 있었지만 2005년 10월 1일에 주변의 기타마쓰우라군 다바라정·이키쓰키정·오시마촌과 합병(신설 합병)해 새로운 히라도시가 되었다. 이로 인해 본토로 시역이 확대되었다. 시청은 옛 히라도시청 건물을 계속 사용하고 있다.

## 지리
나가사키현 북서부 기타마쓰우라 반도의 북서단 지역 및 반도와 히라도 해협을 사이에 두고 서쪽 방향으로 있는 히라도섬, 그리고 히라도섬의 북서쪽에 있는 이키쓰키섬, 히라도섬 북쪽의 다쿠시마섬, 다쿠시마섬의 한층 더 북쪽에 있는 아즈치오섬을 주 시역으로 한다. 위치는 사세보시에서 북서쪽으로 약 25km, 나가사키시에서 북서쪽으로 약 80km 거리이다. 히라도 대교로 본토와 히라도섬이 연결되어 있고 이키쓰키 대교로 히라도섬과 이키쓰키섬이 연결되어 있다.

## 인접하는 자치체
- 마쓰우라시
- 기타마쓰우라군 에무카에정·시카마치정

## 역사

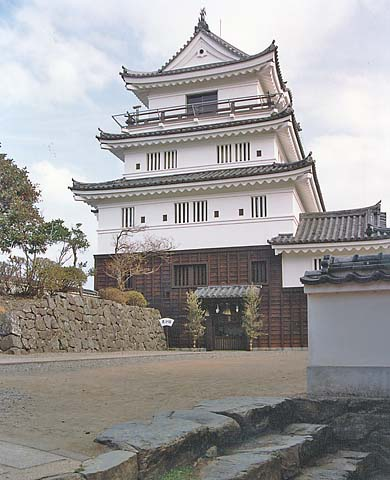
히라도성

히라도는 나라 시대 이래로 아시아 본토와 일본 사이의 배가 오가던 국제 항구였다. 가마쿠라 시대와 무로마치 시대에 마쓰라씨가 고려, 송나라와의 교역권을 얻었다. 센고쿠 시대와 에도 시대 초기에 히라도는 외국과의 교역(특히 명나라와 네덜란드 동인도 회사) 중심지 역할을 하였다. 1550년에는 포르투갈인이 도착했고 17세기 초에는 영국인과 네덜란드인이 처음 발을 내디뎠다. 1609년에 네덜란드 상관이 설치되었고 쇼군으로부터 교역권을 얻어 일본-네덜란드 간 무역이 시작되었다.
교역이 한창 활발할 때 네덜란드 상관은 현재의 사키카타 공원 전역에 걸쳐 있었다. 그러나 이후 에도 막부의 쇄국 정책 강화로 1641년에 히라도의 네덜란드 상관은 나가사키만의 작은 인공섬인 데지마로 옮겨졌다. 에도 시대에 히라도는 히라도번의 통치하에 있었고 1707년에 히라도성이 완성되었다.
- 1889년 4월 1일 - 정촌제 시행으로 히라도정이 성립하였다.
- 1955년 1월 1일 - 히라도정을 포함한 1정 6촌이 신설 합병해 히라도시가 성립하였다.
- 2005년 10월 1일 - 주변의 다비라정, 이키쓰키정, 오시마촌을 합병해 면적을 확장하였다.

## 교통

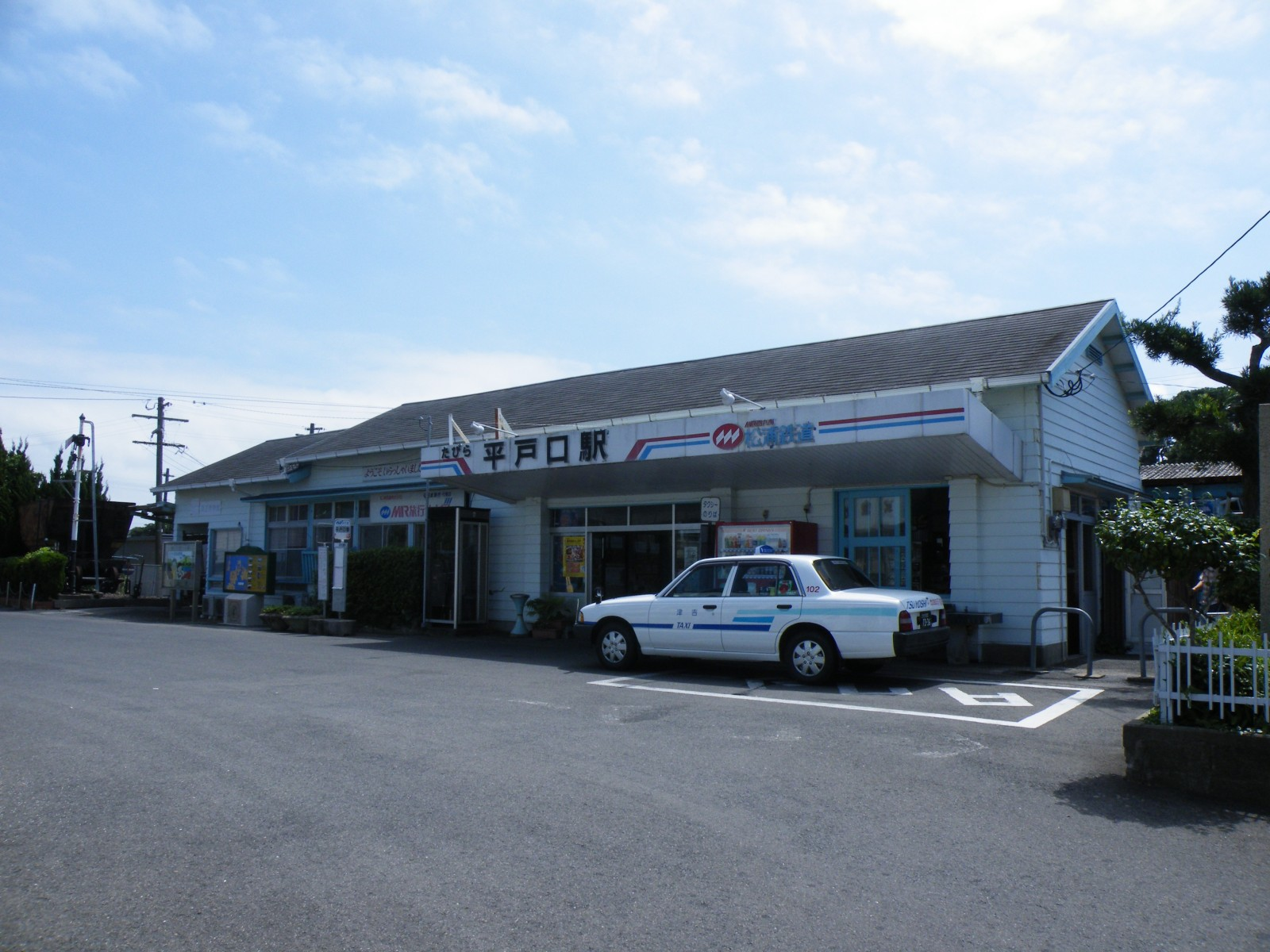
다비라히라도구치역

### 철도
- 마쓰우라 철도 니시큐슈선

### 도로
- 국도 204호선
- 국도 383호선

## 기후
| 히라도시의 기후                                              | 히라도시의 기후 | 히라도시의 기후 | 히라도시의 기후 | 히라도시의 기후 | 히라도시의 기후 | 히라도시의 기후 | 히라도시의 기후 | 히라도시의 기후 | 히라도시의 기후 | 히라도시의 기후 | 히라도시의 기후 | 히라도시의 기후 | 히라도시의 기후 |
| 월                                                           | 1월             | 2월             | 3월             | 4월             | 5월             | 6월             | 7월             | 8월             | 9월             | 10월            | 11월            | 12월            | 연간            |
| ------------------------------------------------------------ | --------------- | --------------- | --------------- | --------------- | --------------- | --------------- | --------------- | --------------- | --------------- | --------------- | --------------- | --------------- | --------------- |
| 역대 최고 기온 °C (°F)                                       | 18.7 (65.7)     | 20.4 (68.7)     | 22.3 (72.1)     | 25.7 (78.3)     | 29.3 (84.7)     | 30.7 (87.3)     | 34.4 (93.9)     | 35.1 (95.2)     | 33.6 (92.5)     | 30.1 (86.2)     | 25.0 (77.0)     | 23.1 (73.6)     | 35.1 (95.2)     |
| 일평균 최고 기온 °C (°F)                                     | 9.6 (49.3)      | 10.6 (51.1)     | 13.5 (56.3)     | 17.7 (63.9)     | 21.6 (70.9)     | 24.1 (75.4)     | 27.8 (82.0)     | 29.6 (85.3)     | 26.3 (79.3)     | 22.1 (71.8)     | 17.2 (63.0)     | 12.1 (53.8)     | 19.4 (66.9)     |
| 일일 평균 기온 °C (°F)                                       | 7.0 (44.6)      | 7.6 (45.7)      | 10.3 (50.5)     | 14.2 (57.6)     | 18.0 (64.4)     | 21.1 (70.0)     | 25.1 (77.2)     | 26.5 (79.7)     | 23.5 (74.3)     | 19.2 (66.6)     | 14.2 (57.6)     | 9.3 (48.7)      | 16.3 (61.3)     |
| 일평균 최저 기온 °C (°F)                                     | 4.4 (39.9)      | 4.7 (40.5)      | 7.1 (44.8)      | 11.0 (51.8)     | 15.0 (59.0)     | 18.9 (66.0)     | 23.2 (73.8)     | 24.2 (75.6)     | 21.2 (70.2)     | 16.4 (61.5)     | 11.1 (52.0)     | 6.4 (43.5)      | 13.6 (56.5)     |
| 역대 최저 기온 °C (°F)                                       | −5.7 (21.7)     | −5.8 (21.6)     | −4.0 (24.8)     | 1.8 (35.2)      | 7.3 (45.1)      | 12.4 (54.3)     | 16.1 (61.0)     | 17.0 (62.6)     | 13.6 (56.5)     | 5.9 (42.6)      | 1.7 (35.1)      | −3.6 (25.5)     | −5.8 (21.6)     |
| 평균 강수량 mm (인치)                                        | 84.9 (3.34)     | 93.6 (3.69)     | 148.7 (5.85)    | 189.0 (7.44)    | 198.4 (7.81)    | 319.0 (12.56)   | 345.7 (13.61)   | 289.1 (11.38)   | 223.5 (8.80)    | 116.6 (4.59)    | 112.3 (4.42)    | 85.3 (3.36)     | 2,206 (86.85)   |
| 평균 강수일수 (≥ 0.5 mm)                                     | 10.1            | 9.4             | 10.8            | 10.7            | 9.8             | 13.6            | 13.9            | 11.0            | 10.7            | 7.8             | 9.4             | 10.1            | 127.3           |
| 평균 상대 습도 (%)                                           | 65              | 65              | 69              | 74              | 79              | 87              | 89              | 85              | 81              | 72              | 69              | 65              | 75              |
| 평균 월간 일조시간                                           | 94.0            | 115.8           | 157.7           | 179.0           | 194.3           | 125.3           | 146.9           | 196.7           | 158.9           | 174.6           | 132.8           | 104.6           | 1,777.7         |
| 출처: 일본 기상청 (평년값: 1991년~2020년, 극값: 1940년~현재) |                 |                 |                 |                 |                 |                 |                 |                 |                 |                 |                 |                 |                 |

## 관련 인물
- 정성공

## 자매 도시
- 일본 가가와현 젠쓰지시(1985년 7월)
- 중국 푸젠성 난안시(1995년 10월 20일)